# Parnawa (rzeka)
Parnawa (est. Pärnu jõgi) – rzeka w Estonii uchodząca do Zatoki Parnawskiej (część Zatoki Ryskiej). Jedna z najdłuższych rzek Estonii (144,5 km długości). Jej dopływami są m.in.: Reiu, Reopalu, Lintsi, Mädara, Käru, Vändra, Sauga, Esna, Prandi, Aruküla, Navesti, Kurina.
Leży nad nią miasto o tej samej nazwie. Ujście rzeki wraz z okolicznymi unikalnymi łąkami nadmorskimi zostało włączone do utworzonego w 1958 roku rezerwatu przyrody Pärnu rannaniidu.